# 20세여 다시 한 번
《20세여 다시 한 번》은 2014년 한국에서 개봉한 《수상한 그녀》와 한국 - 중국 - 대만 동시 기획된 합작 영화로, 2015년 1월 8일 중국 전역에서 개봉하여 개봉 9일만에 한중합작영화 역대 최고 스코어를 기록했다.

## 출연

### 주연
- 양쯔산
- 귀아뢰
- 루한
- 진백림

### 조연
- 저우위퉁